# Star FM
Star FM е бивша радиостанция, която стартира в 12:00 часа на 17 март 2008 г. на честотите на националната радиомрежа Инфорадио. Притежание е на медийната компания Оберон Радио Макс, която управлява радио FM+ и радио Фреш. На 6 октомври 2017 радиото е закрито и на негово място се появява анонс на български, английски, руски, немски, китайски и други чужди езици, който гласи, че се чака старта на ново информационно радио Новините сега и след това се излъчва инструментална музика.

## Формат
Според международно приетата категоризация – „Classic rock“ – Класиката в рока!
Най-добрите чуждестранни и български класически рок парчета от края на 50-те до края на 90-те години на XX век.